# Compagnie sénégalaise des phosphates de Taïba
Pour les articles homonymes, voir CSPT.
La Compagnie sénégalaise des phosphates de Taïba (CSPT) est une entreprise sénégalaise.

## Histoire

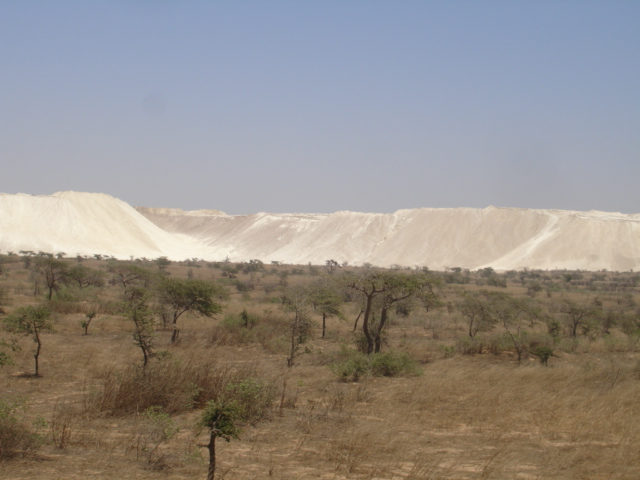
Mine à ciel ouvert de phosphates.

La mine est exploitée à Taïba depuis 1948.
La CSPT est créée en 1957.
En 1996 la société fusionne avec les Industries chimiques du Sénégal (ICS).